# Munkedal (gemeente)
Munkedal is een Zweedse gemeente die gedeeltelijk in Bohuslän en gedeeltelijk in Dalsland ligt. De gemeente behoort tot de provincie Västra Götalands län. Ze heeft een totale oppervlakte van 679,5 km² en telde 10.318 inwoners in 2004.

## Plaatsen
| # | Plaats            | Inwoneraantal |
| - | ----------------- | ------------- |
| 1 | Munkedal (plaats) | 3 704         |
| 2 | Dingle (Zweden)   | 891           |
| 3 | Hällevadsholm     | 781           |
| 4 | Hedekas           | 378           |
| 5 | Torreby           | 225           |
| 6 | Håby              | 86            |
| 7 | Fjällberg         | 69            |